# Jürgen Rogalla
Jürgen Rogalla (* 19. Februar 1933 in Rostock; † 2023) war ein Oberst der Hauptverwaltung A (HV A) im Ministerium für Staatssicherheit der DDR.

## Werdegang
Rogalla machte eine Kaufmannslehre von 1948 bis 1951 und arbeitete als Einkäufer in der Hochseefischerei Rostock. 
Seit 1952 arbeitete Rogalla für das MfS und besuchte einen Lehrgang in Potsdam-Eiche. Ab Oktober 1953 war er im Bezirk Schwerin tätig. Per Fernstudium absolvierte er ein Jurastudium und trat 1959/61 erst als Offizier im besonderen Einsatz in den Diplomatischen Dienst, dann zur HV A über, die ihn in Ghana als Berater und MfS-Agent unter Präsident Nkrumah einsetzte. Mit dessen Sturz geriet er 1966 in Haft, wurde aber 1967 ausgetauscht, nachdem gegen das Personal der ghanaischen Handelsmission in Ost-Berlin und für ebenfalls dort lebende Studenten aus Ghana eine Ausreisesperre verhängt worden war. 

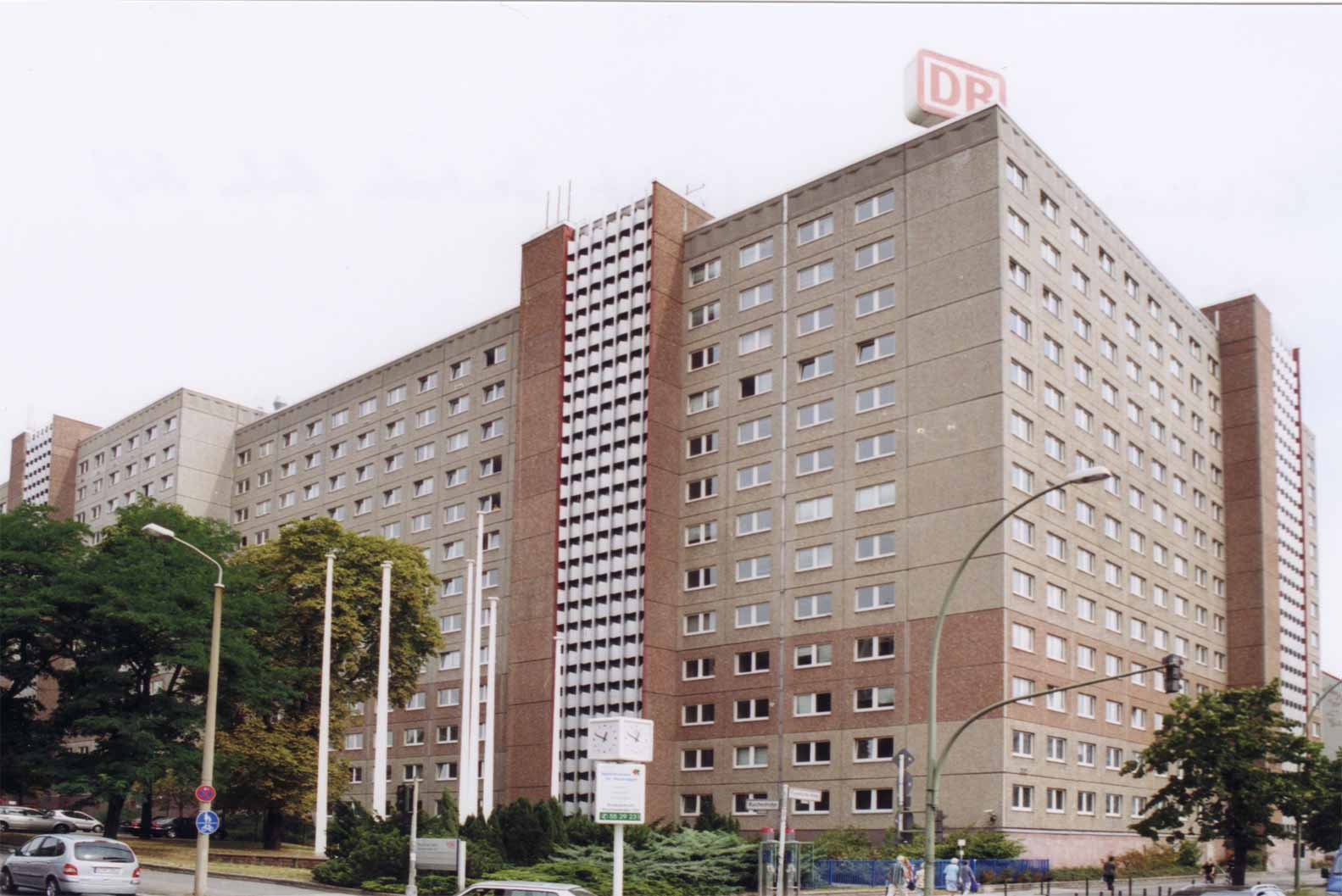
Hauptsitz der HV A im „Haus 15“ der Zentrale des Ministeriums für Staatssicherheit in Berlin-Lichtenberg

Bei der HV A in Berlin wurde Rogalla stellvertretender Leiter der Abt. III (Legalresidenturen), promovierte zusammen mit Heinz Günther 1971 zum Dr. iur. an der Hochschule des Ministeriums für Staatssicherheit, wurde 1973 Leiter der Abt. XI (Nordamerika/US-Militär) und 1975 zum Oberst befördert, bis er 1990 bei Auflösung des Ministeriums für Staatssicherheit entlassen wurde. Danach erhielt er mehrere Angebote westlicher Geheimdienste (CIA u. a.) zur Zusammenarbeit, die er aber ablehnte. Er war auch an der Anwerbung des Spitzenagenten Rainer Rupp beteiligt.

## Einzelbelege
1. ↑  Hermann Wentker: Außenpolitik in engen Grenzen: Die DDR im internationalen System 1949-1989, Oldenbourg, München 2007, S. 293
2. ↑  ddr-wissen.de abgerufen am 25. August 2008.
3. ↑  Klaus Marxen/Gerhard Werle: Strafjustiz und DDR-Unrecht: Spionage, Band 4/2, De Gruyter, Berlin 2004, S. 942ff

| Personendaten    | Personendaten                                                  |
| ---------------- | -------------------------------------------------------------- |
| NAME             | Rogalla, Jürgen                                                |
| KURZBESCHREIBUNG | deutscher Offizier im Ministerium für Staatssicherheit der DDR |
| GEBURTSDATUM     | 19. Februar 1933                                               |
| GEBURTSORT       | Rostock                                                        |
| STERBEDATUM      | 2023                                                           |